# Duolandrevus krabi
Duolandrevus krabi är en insektsart som beskrevs av Andrej Vasiljevitj Gorochov 1999. Duolandrevus krabi ingår i släktet Duolandrevus och familjen syrsor. Inga underarter finns listade i Catalogue of Life.